# Meyras
Meyras település Franciaországban, Ardèche megyében. Lakosainak száma 906 fő (2022. január 1.). Meyras Chirols, Fabras, Jaujac, Montpezat-sous-Bauzon, Pont-de-Labeaume, Saint-Pierre-de-Colombier és Thueyts községekkel határos.

## Népesség
A település népességének változása:
| Lakosok száma | 798  | 713  | 729  | 819  | 946  | 969  | 938  | 931  | 929  | 906  |
|               | 1968 | 1982 | 1990 | 2006 | 2013 | 2015 | 2017 | 2019 | 2020 | 2022 |